# Тамара Салашки
Тамара Салашки (Ваљево, 16. октобар 1988) српска је спринтерка. Такмичила се на 400 метара на Европском првенству у атлетици 2016. и на Олимпијским играма 2016. године.
Рекордерка је Србије у трци на 400 метара са резултатом 51.89 (51 секунда, 89 стотинки), којег је истрчала 9. јуна 2016. у Старој Загори.